# Pro A 2006-2007 (pallavolo femminile)
La Ligue A 2006-2007 si è svolta dal 7 ottobre 2006 al 13 maggio 2007: al torneo hanno partecipato tredici squadre di club francesi e la vittoria finale è andata per la dodicesima volta, la decima consecutiva, al RC Cannes.

## Regolamento

### Formula
Le squadre hanno disputato un girone all'italiana, con gare di andata e ritorno, per un totale di ventisei giornate; al termine della regular season:
- Le prime quattro classificate hanno acceduto ai play-off scudetto, strutturati in semifinali, finale per il terzo posto e finale, tutte giocate al meglio di due vittorie su tre gare.
- L'ultima classificata è retrocessa in Nationale 1.

### Criteri di classifica
Se il risultato finale è stato di 3-0 o 3-1 sono stati assegnati 3 punti alla squadra vincente e 1 a quella sconfitta, se il risultato finale è stato di 3-2 sono stati assegnati 2 punti alla squadra vincente e 1 a quella sconfitta.
L'ordine del posizionamento in classifica è stato definito in base a:
- Punti;
- Numero di partite vinte;
- Ratio dei set vinti/persi;
- Ratio dei punti realizzati/subiti.

## Squadre partecipanti
Al campionato di Pro A 2006-07 hanno partecipato tredici squadre: quelle neopromosse dalla Nationale 1 sono state il Villebon, vincitrice del campionato, e il Venelles e il Vandœuvre Nancy, seconda e terza classificata; una squadra che aveva il diritto di partecipazione, ossia il Riom, ha rinunciato all'iscrizione: al suo posto non è stata ripescata alcuna squadra.
| Club                 | Città               | Palazzetto                          | Stagione precedente |
| -------------------- | ------------------- | ----------------------------------- | ------------------- |
| USSP Albi            | Albi                | Gymnase COSEC Albi                  | 4ª in Pro A         |
| ASPTT Mulhouse       | Mulhouse            | Palais des Sports Mulhouse          | 5ª in Pro A         |
| Béziers Gazélec      | Béziers             | Halle Four à Chaux Béziers          | 3ª in Pro A         |
| La Rochette          | La Rochette         | Gymnase René Tabourot La Rochette   | 2ª in Pro A         |
| Le Cannet            | Le Cannet           | Gymnase Maillan Le Cannet           | 6ª in Pro A         |
| Hainaut              | Valenciennes        | Salle du Hainaut Valenciennes       | 8ª in Pro A         |
| Istres               | Istres              | Halle Polyvalente Istres            | 7ª in Pro A         |
| RC Cannes            | Cannes              | Palais des Victoires Cannes         | Campione di Francia |
| Saint-Raphaël        | Saint-Raphaël       | Salle Pierre Clere Saint-Raphaël    | 10ª in Pro A        |
| SF Paris Saint-Cloud | Parigi              | Gymnase Geo André Parigi            | 9ª in Pro A         |
| Vandœuvre Nancy      | Vandœuvre-lès-Nancy | Parc des Sports Vandœuvre-lès-Nancy | 4ª in Nationale 1   |
| Venelles             | Venelles            | Halle des Sports Venelles           | 2ª in Nationale 1   |
| Villebon             | Villebon-sur-Yvette | Le Grand Dôme Villebon-sur-Yvette   | 1ª in Nationale 1   |

## Torneo

### Regular season

#### Risultati
| Prima giornata |                                     |           |                            |
|                |                                     |           |                            |
| Riposa:        | Le Cannet                           | Le Cannet | Le Cannet                  |
| 07-10          | RC Cannes-Vandœuvre Nancy           | 3-0       | 25-15, 25-13, 25-17        |
| 07-10          | La Rochette-Venelles                | 3-1       | 25-19, 25-21, 21-25, 25-18 |
| 07-10          | Béziers Gazélec-Saint-Raphaël       | 3-1       | 25-19, 26-24, 23-25, 28-26 |
| 07-10          | USSP Albi-Villebon                  | 3-0       | 25-19, 25-17, 25-17        |
| 07-10          | ASPTT Mulhouse-SF Paris Saint-Cloud | 3-1       | 25-22, 20-25, 25-18, 25-15 |
| 07-10          | Istres-Hainaut                      | 0-3       | 22-25, 20-25, 26-28        |

| Seconda giornata |                                |                |                                  |
|                  |                                |                |                                  |
| Riposa:          | ASPTT Mulhouse                 | ASPTT Mulhouse | ASPTT Mulhouse                   |
| 11-10            | Hainaut-Le Cannet              | 0-3            | 19-25, 12-25, 20-25              |
| 11-10            | SF Paris Saint-Cloud-USSP Albi | 2-3            | 25-20, 25-19, 12-25, 14-25, 8-15 |
| 11-10            | Villebon-Béziers Gazélec       | 1-3            | 17-25, 23-25, 25-22, 18-25       |
| 11-10            | Saint-Raphaël-La Rochette      | 1-3            | 20-25, 25-20, 12-25, 22-25       |
| 11-10            | Venelles-RC Cannes             | 0-3            | 23-25, 15-25, 14-25              |
| 11-10            | Istres-Vandœuvre Nancy         | 3-0            | 25-17, 25-21, 25-23              |

| Terza giornata |                                      |           |                                   |
|                |                                      |           |                                   |
| Riposa:        | USSP Albi                            | USSP Albi | USSP Albi                         |
| 14-10          | Le Cannet-Istres                     | 3-0       | 25-14, 25-20, 25-21               |
| 14-10          | RC Cannes-Saint-Raphaël              | 3-0       | 25-18, 25-18, 25-13               |
| 14-10          | La Rochette-Villebon                 | 3-0       | 25-15, 25-18, 25-19               |
| 14-10          | Béziers Gazélec-SF Paris Saint-Cloud | 3-1       | 27-25, 22-25, 25-19, 25-16        |
| 14-10          | ASPTT Mulhouse-Hainaut               | 3-0       | 25-18, 25-23, 25-18               |
| 14-10          | Vandœuvre Nancy-Venelles             | 2-3       | 25-22, 16-25, 25-22, 24-26, 12-15 |

| Quarta giornata |                                  |                 |                                   |
|                 |                                  |                 |                                   |
| Riposa:         | Béziers Gazélec                  | Béziers Gazélec | Béziers Gazélec                   |
| 21-10           | Villebon-RC Cannes               | 0-3             | 18-25, 15-25, 21-25               |
| 21-10           | SF Paris Saint-Cloud-La Rochette | 3-2             | 12-25, 20-25, 25-17, 25-20, 15-13 |
| 21-10           | Hainaut-USSP Albi                | 0-3             | 19-25, 17-25, 20-25               |
| 21-10           | Istres-ASPTT Mulhouse            | 3-0             | 25-16, 25-22, 25-20               |
| 21-10           | Saint-Raphaël-Venelles           | 0-3             | 23-25, 16-25, 21-25               |
| 21-10           | Le Cannet-Vandœuvre Nancy        | 3-0             | 25-22, 25-20, 25-20               |

| Quinta giornata |                                |             |                                   |
|                 |                                |             |                                   |
| Riposa:         | La Rochette                    | La Rochette | La Rochette                       |
| 04-11           | RC Cannes-SF Paris Saint-Cloud | 3-2         | 23-25, 25-18, 25-22, 23-25, 15-12 |
| 04-11           | Béziers Gazélec-Hainaut        | 3-0         | 25-14, 25-23, 25-22               |
| 04-11           | USSP Albi-Istres               | 3-1         | 24-26, 25-16, 25-22, 25-14        |
| 04-11           | ASPTT Mulhouse-Le Cannet       | 3-1         | 18-25, 25-17, 25-19, 25-22        |
| 04-11           | Venelles-Villebon              | 3-1         | 25-22, 25-22, 10-25, 25-21        |
| 04-11           | Vandœuvre Nancy-Saint-Raphaël  | 3-1         | 14-25, 25-21, 25-19, 25-19        |

| Sesta giornata |                                |           |                                   |
|                |                                |           |                                   |
| Riposa:        | RC Cannes                      | RC Cannes | RC Cannes                         |
| 18-11          | Hainaut-La Rochette            | 2-3       | 33-35, 25-23, 14-25, 25-23, 14-16 |
| 18-11          | Istres-Béziers Gazélec         | 1-3       | 21-25, 23-25, 25-23, 23-25        |
| 18-11          | Le Cannet-USSP Albi            | 3-0       | 25-21, 25-22, 25-19               |
| 18-11          | SF Paris Saint-Cloud-Venelles  | 2-3       | 25-17, 22-25, 20-25, 25-15, 10-15 |
| 18-11          | Villebon-Saint-Raphaël         | 3-0       | 25-18, 25-23, 25-21               |
| 18-11          | ASPTT Mulhouse-Vandœuvre Nancy | 3-0       | 25-17, 26-24, 25-18               |

| Settima giornata |                                    |          |                                   |
|                  |                                    |          |                                   |
| Riposa:          | Venelles                           | Venelles | Venelles                          |
| 25-11            | RC Cannes-Hainaut                  | 3-0      | 25-16, 25-20, 25-17               |
| 25-11            | La Rochette-Istres                 | 3-2      | 25-21, 24-26, 27-25, 19-25, 15-10 |
| 25-11            | Béziers Gazélec-Le Cannet          | 3-0      | 26-24, 25-19, 25-20               |
| 25-11            | USSP Albi-ASPTT Mulhouse           | 3-0      | 25-21, 26-24, 25-23               |
| 25-11            | Saint-Raphaël-SF Paris Saint-Cloud | 0-3      | 15-25, 22-25, 12-25               |
| 25-11            | Vandœuvre Nancy-Villebon           | 3-1      | 25-17, 25-17, 20-25, 25-18        |

| Ottava giornata |                                |               |                                  |
|                 |                                |               |                                  |
| Riposa:         | Saint-Raphaël                  | Saint-Raphaël | Saint-Raphaël                    |
| 02-12           | Istres-RC Cannes               | 0-3''         | 15-25, 17-25, 27-29              |
| 02-12           | Le Cannet-La Rochette          | 3-1           | 25-20, 20-25, 25-23, 25-21       |
| 02-12           | ASPTT Mulhouse-Béziers Gazélec | 3-2           | 23-25, 25-19, 27-25, 18-25, 15-7 |
| 02-12           | Hainaut-Venelles               | 3-2           | 25-22, 16-25, 20-25, 25-22, 15-8 |
| 02-12           | SF Paris Saint-Cloud-Villebon  | 3-2           | 25-17, 23-25, 25-15, 11-25, 15-9 |
| 02-12           | USSP Albi-Vandœuvre Nancy      | 3-1           | 21-25, 25-12, 25-13, 25-19       |

| Nona giornata |                                      |          |                                   |
|               |                                      |          |                                   |
| Riposa:       | Villebon                             | Villebon | Villebon                          |
| 09-12         | RC Cannes-Le Cannet                  | 3-0      | 25-21, 27-25, 25-16               |
| 09-12         | La Rochette-ASPTT Mulhouse           | 1-3      | 17-25, 21-25, 25-17, 20-25        |
| 09-12         | Béziers Gazélec-USSP Albi            | 3-2      | 25-19, 21-25, 24-26, 25-23, 15-11 |
| 09-12         | Venelles-Istres                      | 1-3      | 8-25, 25-22, 23-25, 20-25         |
| 09-12         | Saint-Raphaël-Hainaut                | 3-1      | 25-12, 18-25, 25-17, 25-23        |
| 09-12         | Vandœuvre Nancy-SF Paris Saint-Cloud | 1-3      | 24-26, 25-27, 25-20, 21-25        |

| Decima giornata |                                 |                      |                            |
|                 |                                 |                      |                            |
| Riposa:         | SF Paris Saint-Cloud            | SF Paris Saint-Cloud | SF Paris Saint-Cloud       |
| 16-12           | ASPTT Mulhouse-RC Cannes        | 0-3                  | 23-25, 13-25, 16-25        |
| 16-12           | USSP Albi-La Rochette           | 3-0                  | 26-24, 25-19, 25-21        |
| 16-12           | Le Cannet-Venelles              | 3-1                  | 25-11, 23-25, 25-16, 25-15 |
| 16-12           | Istres-Saint-Raphaël            | 3-1                  | 21-25, 25-14, 25-18, 25-15 |
| 16-12           | Hainaut-Villebon                | 3-0                  | 25-13, 25-18, 25-20        |
| 16-12           | Béziers Gazélec-Vandœuvre Nancy | 3-0                  | 25-20, 28-26, 25-20        |

| Undicesima giornata |                              |                 |                                   |
|                     |                              |                 |                                   |
| Riposa:             | Vandœuvre Nancy              | Vandœuvre Nancy | Vandœuvre Nancy                   |
| 06-01               | RC Cannes-USSP Albi          | 3-0             | 25-20, 25-17, 25-23               |
| 20-12               | La Rochette-Béziers Gazélec  | 3-1             | 25-22, 19-25, 25-20, 25-14        |
| 06-01               | Venelles-ASPTT Mulhouse      | 0-3             | 16-25, 15-25, 20-25               |
| 06-01               | Saint-Raphaël-Le Cannet      | 3-1             | 25-15, 22-25, 26-24, 26-24        |
| 06-01               | Villebon-Istres              | 3-0             | 25-20, 25-22, 25-18               |
| 06-01               | SF Paris Saint-Cloud-Hainaut | 2-3             | 17-25, 23-25, 25-21, 25-12, 11-15 |

| Dodicesima giornata |                              |         |                                  |
|                     |                              |         |                                  |
| Riposa:             | Hainaut                      | Hainaut | Hainaut                          |
| 13-01               | Béziers Gazélec-RC Cannes    | 0-3     | 12-25, 14-25, 22-25              |
| 13-01               | USSP Albi-Venelles           | 3-0     | 25-20, 25-10, 25-20              |
| 13-01               | ASPTT Mulhouse-Saint-Raphaël | 3-0     | 25-16, 25-20, 25-15              |
| 13-01               | Le Cannet-Villebon           | 3-1     | 23-25, 25-23, 25-15, 25-23       |
| 13-01               | Istres-SF Paris Saint-Cloud  | 3-2     | 23-25, 21-25, 25-16, 25-16, 15-7 |
| 13-01               | La Rochette-Vandœuvre Nancy  | 3-1     | 26-24, 24-26, 26-24, 25-20       |

| Tredicesima giornata |                                |        |                            |
|                      |                                |        |                            |
| Riposa:              | Istres                         | Istres | Istres                     |
| 20-01                | RC Cannes-La Rochette          | 3-0    | 25-21, 25-16, 25-20        |
| 20-01                | Venelles-Béziers Gazélec       | 0-3    | 16-25, 21-25, 19-25        |
| 20-01                | Saint-Raphaël-USSP Albi        | 0-3''  | 19-25, 25-27, 10-25        |
| 20-01                | Villebon-ASPTT Mulhouse        | 1-3    | 20-25, 23-25, 25-15, 21-25 |
| 20-01                | SF Paris Saint-Cloud-Le Cannet | 1-3    | 22-25, 25-19, 16-25, 22-25 |
| 20-01                | Vandœuvre Nancy-Hainaut        | 0-3    | 21-25, 25-27, 21-25        |

| Quattordicesima giornata |                                     |           |                                   |
|                          |                                     |           |                                   |
| Riposa:                  | Le Cannet                           | Le Cannet | Le Cannet                         |
| 27-01                    | Vandœuvre Nancy-RC Cannes           | 0-3       | 9-25, 20-25, 18-25                |
| 27-01                    | Venelles-La Rochette                | 2-3       | 25-16, 13-25, 25-19, 19-25, 13-15 |
| 27-01                    | Saint-Raphaël-Béziers Gazélec       | 3-2       | 25-21, 25-14, 23-25, 17-25, 15-11 |
| 27-01                    | Villebon-USSP Albi                  | 0-3       | 20-25, 17-25, 19-25               |
| 27-01                    | SF Paris Saint-Cloud-ASPTT Mulhouse | 0-3       | 25-27, 25-27, 16-25               |
| 27-01                    | Hainaut-Istres                      | 3-1       | 25-22, 23-25, 25-18, 25-20        |

| Quindicesima giornata |                                |                |                                  |
|                       |                                |                |                                  |
| Riposa:               | ASPTT Mulhouse                 | ASPTT Mulhouse | ASPTT Mulhouse                   |
| 10-02                 | Le Cannet-Hainaut              | 3-1            | 25-18, 25-11, 26-28, 28-26       |
| 10-02                 | USSP Albi-SF Paris Saint-Cloud | 2-3            | 18-25, 26-28, 25-16, 25-23, 8-15 |
| 10-02                 | Béziers Gazélec-Villebon       | 3-0            | 25-21, 25-20, 25-21              |
| 10-02                 | La Rochette-Saint-Raphaël      | 3-0            | 25-19, 25-22, 25-14              |
| 10-02                 | RC Cannes-Venelles             | 3-0            | 25-12, 25-12, 25-16              |
| 10-02                 | Vandœuvre Nancy-Istres         | 0-3            | 25-27, 16-25, 18-25              |

| Sedicesima giornata |                                      |           |                                  |
|                     |                                      |           |                                  |
| Riposa:             | USSP Albi                            | USSP Albi | USSP Albi                        |
| 17-02               | Istres-Le Cannet                     | 3-2       | 21-25, 25-23, 25-16, 18-25, 15-8 |
| 17-02               | Saint-Raphaël-RC Cannes              | 0-3       | 14-25, 15-25, 21-25              |
| 17-02               | Villebon-La Rochette                 | 3-0       | 25-22, 25-17, 25-21              |
| 17-02               | SF Paris Saint-Cloud-Béziers Gazélec | 3-1       | 18-25, 25-20, 25-19, 25-19       |
| 17-02               | Hainaut-ASPTT Mulhouse               | 3-0       | 27-25, 25-16, 25-15              |
| 17-02               | Venelles-Vandœuvre Nancy             | 1-3       | 25-20, 23-25, 12-25, 15-25       |

| Diciassettesima giornata |                                  |                 |                                   |
|                          |                                  |                 |                                   |
| Riposa:                  | Béziers Gazélec                  | Béziers Gazélec | Béziers Gazélec                   |
| 21-02                    | RC Cannes-Villebon               | 3-0             | 25-19, 25-19, 25-20               |
| 21-02                    | La Rochette-SF Paris Saint-Cloud | 3-0             | 25-19, 25-14, 25-19               |
| 21-02                    | USSP Albi-Hainaut                | 3-1             | 21-25, 25-19, 25-23, 26-24        |
| 21-02                    | ASPTT Mulhouse-Istres            | 3-2             | 27-25, 16-25, 30-28, 23-25, 15-9  |
| 21-02                    | Venelles-Saint-Raphaël           | 3-2             | 25-23, 19-25, 25-15, 21-25, 15-13 |
| 21-02                    | Vandœuvre Nancy-Le Cannet        | 2-3             | 20-25, 32-30, 13-25, 25-19, 12-15 |

| Diciottesima giornata |                                |             |                                   |
|                       |                                |             |                                   |
| Riposa:               | La Rochette                    | La Rochette | La Rochette                       |
| 24-02                 | SF Paris Saint-Cloud-RC Cannes | 1-3         | 20-25, 25-21, 19-25, 19-25        |
| 24-02                 | Hainaut-Béziers Gazélec        | 0-3         | 22-25, 18-25, 15-25               |
| 24-02                 | Istres-USSP Albi               | 0-3         | 18-25, 18-25, 21-25               |
| 24-02                 | Le Cannet-ASPTT Mulhouse       | 1-3         | 21-25, 24-26, 25-19, 18-25        |
| 24-02                 | Villebon-Venelles              | 2-3         | 25-18, 28-30, 25-18, 17-25, 12-15 |
| 24-02                 | Saint-Raphaël-Vandœuvre Nancy  | 0-3         | 15-25, 20-25, 23-25               |

| Diciannovesima giornata |                                |     |                                   |
|                         |                                |     |                                   |
| Riposa:                 |                                |     |                                   |
| 10-03                   | La Rochette-Hainaut            | 3-1 | 25-21, 25-21, 20-25, 29-27        |
| 10-03                   | Béziers Gazélec-Istres         | 2-3 | 24-26, 25-22, 22-25, 25-17, 12-15 |
| 10-03                   | USSP Albi-Le Cannet            | 3-2 | 23-25, 23-25, 25-07, 25-21, 15-12 |
| 10-03                   | Venelles-SF Paris Saint-Cloud  | 0-3 | 20-25, 21-25, 22-25               |
| 10-03                   | Saint-Raphaël-Villebon         | 3-0 | 25-19, 25-22, 25-23               |
| 09-03                   | Vandœuvre Nancy-ASPTT Mulhouse | 2-3 | 9-25, 27-29, 26-24, 25-21, 11-15  |

| Ventesima giornata |                                    |          |                                   |
|                    |                                    |          |                                   |
| Riposa:            | Venelles                           | Venelles | Venelles                          |
| 17-03              | Hainaut-RC Cannes                  | 1-3      | 18-25, 25-20, 19-25, 8-25         |
| 17-03              | Istres-La Rochette                 | 3-1      | 25-17, 20-25, 25-18, 25-19        |
| 17-03              | Le Cannet-Béziers Gazélec          | 3-0      | 25-21, 25-23, 26-24               |
| 17-03              | ASPTT Mulhouse-USSP Albi           | 1-3      | 25-15, 23-25, 24-26, 23-25        |
| 17-03              | SF Paris Saint-Cloud-Saint-Raphaël | 2-3      | 21-25, 25-19, 25-21, 20-25, 13-15 |
| 17-03              | Villebon-Vandœuvre Nancy           | 3-0      | 25-20, 25-23, 25-19               |

| Ventunesima giornata |                                |               |                                   |
|                      |                                |               |                                   |
| Riposa:              | Saint-Raphaël                  | Saint-Raphaël | Saint-Raphaël                     |
| 21-03                | RC Cannes-Istres               | 3-1           | 25-18, 20-25, 25-14, 25-21        |
| 24-03                | La Rochette-Le Cannet          | 2-3           | 19-25, 11-25, 25-23, 25-14, 18-20 |
| 24-03                | Béziers Gazélec-ASPTT Mulhouse | 1-3           | 19-25, 16-25, 25-16, 22-25        |
| 24-03                | Venelles-Hainaut               | 0-3           | 18-25, 23-25, 22-25               |
| 24-03                | Villebon-SF Paris Saint-Cloud  | 3-2           | 22-25, 11-25, 25-19, 25-20, 17-15 |
| 24-03                | Vandœuvre Nancy-USSP Albi      | 1-3           | 18-25, 24-26, 25-19, 15-25        |

| Ventiduesima giornata |                                      |          |                                   |
|                       |                                      |          |                                   |
| Riposa:               | Villebon                             | Villebon | Villebon                          |
| 31-03                 | Le Cannet-RC Cannes                  | 0-3      | 12-25, 14-25, 12-25               |
| 31-03                 | ASPTT Mulhouse-La Rochette           | 3-2      | 12-25, 25-13, 16-25, 25-22, 16-14 |
| 31-03                 | USSP Albi-Béziers Gazélec            | 3-2      | 20-25, 22-25, 25-21, 25-21, 15-11 |
| 31-03                 | Istres-Venelles                      | 3-0      | 25-22, 25-21, 25-17               |
| 31-03                 | Hainaut-Saint-Raphaël                | 3-0      | 25-14, 25-12, 25-15               |
| 31-03                 | SF Paris Saint-Cloud-Vandœuvre Nancy | 3-2      | 25-17, 17-25, 20-25, 25-19, 15-6  |

| Ventitreesima giornata |                                 |                      |                           |
|                        |                                 |                      |                           |
| Riposa:                | SF Paris Saint-Cloud            | SF Paris Saint-Cloud | SF Paris Saint-Cloud      |
| 14-04                  | RC Cannes-ASPTT Mulhouse        | 3-0                  | 25-23, 25-16, 25-19       |
| 14-04                  | La Rochette-USSP Albi           | 3-0                  | 25-20, 25-22, 25-23       |
| 07-04                  | Venelles-Le Cannet              | 0-3                  | 17-25, 24-26, 18-25       |
| 14-04                  | Saint-Raphaël-Istres            | 0-3                  | 21-25, 20-25, 22-25       |
| 14-04                  | Villebon-Hainaut                | 3-0                  | 25-21, 27-25, 26-24       |
| 14-04                  | Vandœuvre Nancy-Béziers Gazélec | 1-3                  | 9-25, 18-25, 25-15, 22-25 |

| Ventiquattresima giornata |                              |     |                                  |
|                           |                              |     |                                  |
| Riposa:                   |                              |     |                                  |
| 11-04                     | USSP Albi-RC Cannes          | 1-3 | 23-25, 15-25, 25-23, 15-25       |
| 11-04                     | Béziers Gazélec-La Rochette  | 1-3 | 14-25, 23-25, 27-25, 23-25       |
| 11-04                     | ASPTT Mulhouse-Venelles      | 3-0 | 25-17, 25-18, 25-11              |
| 11-04                     | Le Cannet-Saint-Raphaël      | 3-0 | 25-22, 25-15, 25-19              |
| 11-04                     | Istres-Villebon              | 3-0 | 25-19, 25-16, 25-19              |
| 11-04                     | Hainaut-SF Paris Saint-Cloud | 3-2 | 25-21, 26-28, 25-20, 20-25, 15-9 |

| Venticinquesima giornata |                              |         |                                   |
|                          |                              |         |                                   |
| Riposa:                  | Hainaut                      | Hainaut | Hainaut                           |
| 18-04                    | RC Cannes-Béziers Gazélec    | 3-0     | 25-17, 25-16, 25-15               |
| 18-04                    | Venelles-USSP Albi           | 0-3     | 24-26, 9-25, 13-25                |
| 18-04                    | Saint-Raphaël-ASPTT Mulhouse | 0-3     | 20-25, 19-25, 15-25               |
| 18-04                    | Villebon-Le Cannet           | 3-1     | 25-21, 25-22, 20-25, 26-24        |
| 18-04                    | SF Paris Saint-Cloud-Istres  | 0-3     | 16-25, 19-25, 18-25               |
| 18-04                    | Vandœuvre Nancy-La Rochette  | 3-2     | 16-25, 25-19, 25-13, 23-25, 15-13 |

| Ventiseiesima giornata |                                |     |                                  |
|                        |                                |     |                                  |
| Riposa:                |                                |     |                                  |
| 21-04                  | La Rochette-RC Cannes          | 1-3 | 25-20, 19-25, 21-25, 23-25       |
| 21-04                  | Béziers Gazélec-Venelles       | 3-2 | 25-15, 24-26, 25-16, 19-25, 15-8 |
| 21-04                  | USSP Albi-Saint-Raphaël        | 3-1 | 17-25, 25-16, 32-30, 25-22       |
| 21-04                  | ASPTT Mulhouse-Villebon        | 3-1 | 25-15, 25-17, 22-25, 25-12       |
| 21-04                  | Le Cannet-SF Paris Saint-Cloud | 3-0 | 25-21, 25-18, 25-20              |
| 21-04                  | Hainaut-Vandœuvre Nancy        | 3-1 | 25-20, 19-25, 25-21, 25-17       |

#### Classifica
| Pos. | Squadra              | Pt | G  | V  | P  | SV | SP | Ratio  | PF    | PS    | Ratio |
| ---- | -------------------- | -- | -- | -- | -- | -- | -- | ------ | ----- | ----- | ----- |
| 1.   | RC Cannes            | 72 | 24 | 24 | 0  | 72 | 7  | 10.285 | 1 946 | 1 429 | 1.361 |
| 2.   | USSP Albi            | 62 | 24 | 18 | 6  | 59 | 30 | 1.966  | 2 050 | 1 829 | 1.120 |
| 3.   | ASPTT Mulhouse       | 60 | 24 | 18 | 6  | 55 | 33 | 1.666  | 1 997 | 1 839 | 1.085 |
| 4.   | Le Cannet            | 56 | 24 | 15 | 9  | 53 | 36 | 1.472  | 2 013 | 1 908 | 1.055 |
| 5.   | Béziers Gazélec      | 54 | 24 | 13 | 11 | 51 | 42 | 1.214  | 2 063 | 2 012 | 1.025 |
| 6.   | La Rochette          | 54 | 24 | 13 | 11 | 51 | 45 | 1.133  | 2 129 | 2 060 | 1.033 |
| 7.   | Istres               | 52 | 24 | 13 | 11 | 47 | 42 | 1.119  | 1 984 | 1 922 | 1.032 |
| 8.   | SF Paris Saint-Cloud | 48 | 24 | 16 | 8  | 44 | 58 | 0.758  | 2 098 | 2 198 | 0.954 |
| 9.   | Hainaut              | 47 | 24 | 11 | 13 | 40 | 47 | 0.851  | 1 888 | 1 958 | 0.964 |
| 10.  | Villebon             | 40 | 24 | 7  | 17 | 31 | 54 | 0.574  | 1 770 | 1 952 | 0.906 |
| 11.  | Venelles             | 39 | 24 | 6  | 18 | 28 | 63 | 0.444  | 1 752 | 2 084 | 0.840 |
| 12.  | Vandœuvre Nancy      | 38 | 24 | 5  | 19 | 29 | 62 | 0.467  | 1 877 | 2 086 | 0.899 |
| 13.  | Saint-Raphaël        | 35 | 24 | 5  | 19 | 22 | 63 | 0.349  | 1 702 | 1 992 | 0.854 |

| Qualificata ai play-off scudetto | Retrocessa in Nationale 1 |

### Play-off scudetto

#### Tabellone
|  | Semifinali | Semifinali     | Semifinali | Semifinali | Semifinali |  |  | Finale          | Finale         | Finale         | Finale | Finale |  |
|  |            |                |            |            |            |  |  |                 |                |                |        |        |  |
|  | 1          | RC Cannes      | RC Cannes  | 3          | 3          |  |  |                 |                |                |        |        |  |
|  | 4          | Le Cannet      | Le Cannet  | 0          | 0          |  |  | RC Cannes       | RC Cannes      | RC Cannes      | 3      | 3      |  |
|  | 2          | USSP Albi      | 1          | 3          | 0          |  |  | ASPTT Mulhouse  | ASPTT Mulhouse | ASPTT Mulhouse | 0      | 1      |  |
|  | 3          | ASPTT Mulhouse | 3          | 1          | 3          |  |  |                 |                |                |        |        |  |
|  |            |                |            |            |            |  |  |                 |                |                |        |        |  |
|  |            |                |            |            |            |  |  | Finale 3º posto |                |                |        |        |  |
|  |            |                |            |            |            |  |  |                 |                |                |        |        |  |
|  |            |                |            |            |            |  |  | USSP Albi       | USSP Albi      | 1              | 3      | 3      |  |
|  |            |                |            |            |            |  |  | Le Cannet       | Le Cannet      | 3              | 0      | 0      |  |

#### Risultati
| Semifinali |                          |     |                            |
|            |                          |     |                            |
| 25-04      | Le Cannet-RC Cannes      | 0-3 | 20-25, 11-25, 20-25        |
| 25-04      | ASPTT Mulhouse-USSP Albi | 3-1 | 25-19, 25-13, 17-25, 25-18 |

| 28-04 | RC Cannes-Le Cannet      | 3-0 | 25-16, 25-15, 25-11        |
| 28-04 | USSP Albi-ASPTT Mulhouse | 3-1 | 21-25, 32-30, 25-19, 25-22 |

| 29-04 | USSP Albi-ASPTT Mulhouse | 0-3 | 21-25, 20-25, 26-28 |

| Finale 3º posto |                     |     |                            |
|                 |                     |     |                            |
| 05-05           | Le Cannet-USSP Albi | 3-1 | 25-23, 15-25, 25-18, 25-12 |
| 12-05           | USSP Albi-Le Cannet | 3-0 | 25-19, 25-18, 25-22        |
| 13-05           | USSP Albi-Le Cannet | 3-0 | 25-23, 25-23, 25-17        |

| Finale |                          |     |                            |
|        |                          |     |                            |
| 03-05  | ASPTT Mulhouse-RC Cannes | 0-3 | 12-25, 18-25, 17-25        |
| 10-05  | RC Cannes-ASPTT Mulhouse | 3-1 | 25-23, 25-15, 21-25, 25-20 |

## Verdetti
| Squadra         | Qualificazione           |
| --------------- | ------------------------ |
| RC Cannes       | Champions League 2007-08 |
| ASPTT Mulhouse  | Champions League 2007-08 |
| USSP Albi       | Coppa CEV 2007-08        |
| Le Cannet       | Coppa CEV 2007-08        |
| Béziers Gazélec | Challenge Cup 2007-08    |
| Saint-Raphaël   | Nationale 1 2007-08      |